# Стефан I Гуткелед
Стефан (I) из рода Гуткеледа (преминуо 1260. године) био је утицајни мађарски владар, један од раних истакнутих чланова династије Гуткелед. Управљао је Штајерским војводством у име претендената на престо, војводе Беле и војводе Стефана, и то је трајало од 1254. године до године смрти.

## Порекло и породични односи
Стефан води порекло из рода Гуткелед, широко распрострањеном клану немачког порекла, који је дошао из Швапског војводства у Краљевину Угарску током владавине Петра средином 11. века, према делу Симона Кезе „Gesta Hunnorum et Hungarorum“. Стефанов отац Драгун је био из извесне породице Сарвармоноштор. Моћни барони Николај I и Апај Гуткелед били су Драгунови рођаци, међутим, сви њихови преци не могу бити идентификовани, стога је немогуће повезати грану Шарвармоноштора са осталим гранама клана. Стефан је једини познати син.
Верује се да је он предак и први члан гране Маџад. Имао је четири сина са супругом чији идентитет остаје непознат: Николаја II, Јоакима, Стефана II и Павла. Сви су заузимали важне положаје - они су били на позицијама краљевског судије, управника благајне, краљевскпг судије и бана Северина, респективно. Преко свог најмлађег сина Павла, Стефан је такође био предак племићких породица Маџади, Буткај, Кесег де Бутка, Марки, Малчај, Чатари, Раскај, Феџес де Рашка и Видфи де Рашка.
Јоаким, његов други син, био је један од најозлоглашенијих олигарха за време владавине Ладислава IV у 1270-им. Чак је отео младог Ладислава и успоставио власт у Славонији, искључујући краљевску власт. Након његове смрти 1277. године, његова провинција је подељена између Кесегија и Бабонића, па је утицај гране Маџад опадала, док су друге гране клана Гуткелед добијале на важности.

## Каријера у Мађарској
Стефан је започео своју политичку каријеру на војводском двору Андрије, кнеза Галиције, најмлађег сина краља Андрије II. Дужност је обављао између 1231. и 1234. године.  Када је млади принц преминуо без наследника 1234. године, Стефан одлучује да напустиКнежевину Галицију. Након смрти краља Андрије II следеће године, постао је лојални присталица Беле IV, који је ступио на угарски престо 1235. године. Био је поверљиви човек војводе Коломана као члан његовог војводског двора у Славонији. Када су Монголи напали Мађарску 1241. године, Стефан је учествовао у бици код Мохија где је мађарска краљевска војска доживела пораз од трупа Бату-кана. Успео је да побегне са бојног поља и касније се придружио пратиоцу Беле IV који је побегао у Далмацију након кратког и несрећног заобилажења Војводства Аустрије.
Након смрти Вилијама од Сен Омера, Стефан је постављен за управника коњице око августа 1242. године. Носио је ту титулу до октобра 1244. године, али постоји неаутентична повеља која сугерише да је у том својству служио до 1245. године.  Поред тога, Стефан је такође имао статус жупана Врбашке (или Орбашке) жупаније од 1243. до 1244 или 1245. године, иначе је први познати племић који је имао такав статус у Доњој Славонији.  Од 1245. до 1246. служио је као краљевски судија и жупан округа Њитра. 
Године 1246, Бела IV га је именовао за палатина Угарске, замењујући Дениса Тирјеа. На тој позицији је био до 1247. или 1248. године.  Током тог времена, 1246. године, он је управљао и округом Шомођ.  У том својству, учествовао је у бици на реци Лита у јуну 1246. године, где је Фридрих II, војвода Аустрије, убијен, и где је мушка лоза Бабенберга изумрла. Сачуване су три повеље којима је Стефан судио у Бели, Санту ( жупанија Зала ) и Бакси ( жупанија Барања ) у парницама.  Од 1230-их, монарси су повремено поверавали палатинима одређене задатке. На пример, било је наређено да се униште млинови изграђени без дозволе на реци Раби по наређењу Беле IV-ог. 
За своје услуге, Гуткелед је током своје вишедеценијске каријере постао власник неколико земаља. Бела IV је 1245. године поклонио имања Халаш, Тимар, Нађфалу и Гаву у жупанији Саболч, која су тада била ненасељена након што су Монголи извршили инвазију и првобитно су припадала краљевском замку Саболч. Стефан је поново населио ова насеља у наредним годинама. Стефан је купио властелинство Сеплак (данас Минцију Герли, Румунија ) дуж реке Самош (Сомеш) од свог рођака Паула Гуткеледа (из клана Силађ или Лотард) 1246. године. Власт се тада састојала од четири села, Шеплак, Мико, Алош и Угроц. Стефан је касније разменио ове земље са својим рођацима како би проширио властелинство Мајад у округу Шопрон (данас Санкт Маргаретен у Бургенланду, Аустрија). Након што је именован за бана Славоније, стекао је земље и у тој покрајини. Добио је посед Злат (данашње Славско Поље) који се налазио између река Купе и Уне и поседе Врх и Грахова код Книна 1251. године. Такође, стиче земљишне поседе и села у близини Зрина (Бајна, Сероница и Штојмерић). Могуће је да су он или његови синови саградили замак Сјеничак Ласињски (Sztenicsnyák) близу Карловца у Загребачкој жупанији. Такође је поседовао делове у древном имању клана Гуткелед, Гут у округу Фејер, након што их је купио 1254. године. Стефан је исте године купио Даду у жупанији Саболч. Купио је и имања дуж реке Бодрог у Земпленској жупанији. 

## Војвода Славоније
Године 1248, Стефан постаје бан Славоније. На том положају је провео 11 година, све до своје смрти.  Усвојио је титулу војводе 1252. године, након што му је Бела IV доделио ту титулу, наглашавајући континуитет војводске засебне власти над Славонијом.  Његова права титула била је „бан и војвода Славоније“, према краљевској повељи издатој 1254. године. Понекад је називан и „војводом од Загреба“ (dux Zagrabiensis ), а са том титулом се појављивао у штајерским хроникама, па га аустријска историографија често назива „Штефан фон Аграм“.   Након монголске инвазије, провинција Славоније и Хрватске имала је важну функцију одбране граница, што је резултирало преласком краљевске титуле војводе од Славоније у руке моћних световних барона. У Славонији је Стефан деловао као Белин намесник, према краљевској повељи која датира из 1248. године.  У писму грађанима Трогира (Трау) исте године, краљ, који је објавио Стефаново именовање, назвао је свог штићеника „човеком по нашем срцу, који неће бити рушитељ већ градитељ, не расипник већ сакупљач, не деструктор већ велики чувар захваљујући својој урођеној лојалности и мудрости“. 
За време Стефанове владавине, све више извора је идентификовало реку Драву као североисточну границу Бановине Славоније. Међутим, то није била стриктно дефинисана политичка граница пошто су се територије јужних прекодунавских жупанија (Зала, Шомођ и Барања) простирале изван речне линије.  Стефан је боравио у Загребу и управљао је регионом из своје палате, где је имао и сопствени војводски двор.  Изградио је вазални систем у Славонији, краљевске слуге и фамилијариси су, између осталог, били део његовпг домаћинства. Године 1256, Бенедикт, загребачки каноник, представљао је Стефана у ковници новца и комори у Пакрацу. 
Ипак, бан Стефан је дошао у сукоб са неколико градова у Далмацији. Његов син, бан Никола Гуткелед је забележио догађај, када је његов отац незаконито узурпирао земљу од града Трогира.  Након изненадне смрти Угрина Чака, сплитског надбискупа, краљ Бела IV је поставио Стефана за жупана Сплита 1249. године, који је тако постао врховни представник световних послова краљевске власти у Далмацији. Стефан је привремено предао титулу сплитског комиса извесном Михаилу 1251. године, да би поново преузео контролу над градском управом у периоду од 1252. до 1258. године. Стефан се последњи пут помиње као Сплитски у септембру 1258. године. Стефан је такође називан Трогиранином од 1253. године. Носио је ту титулу барем до 1257. године. Од 1259. године, извесни Александар и Бутко (Бутеко) појављивали су се као банови поморских провинција (тј. Далмације), што имплицира Стефаново повлачење из региона непосредно пре смрти.  Поред Далмације, Стефан Гуткелед је такође чврстом руком завео ред међу завађеним хрватским господарима иза планине Капела. Слично је поступио и у региону између река Купе и Уне, победивши претке породице Бабонић. 
Саградио је неколико замкова (укључујући и Јабланац) дуж граница спроводећи радикалне реформе. Такође је населио град Крижевце гостољубивим досељеницима („гостима“ или „странцима“), дониравши привилегије новонасељеном насељу. Крижевцима је 1252. године доделио статус града, са истим правима која је имао Загреб. Био је први световни земљопоседник у Угарској који је основао насеље када је 1251. године населио становнике острва Раб (Арбе) дуж зидина замка Јабланац.   Стефан је својим грађанима доделио исте привилегије као што је учинио према становницима Трогира, Шибеника и других приморских градова у Далмацији (на пример, слободне изборе комиса, локалног старешину, ослобођење од царина и ограничавање спољне имиграције). Бела IV је наложио Стефану да надгледа бивше краљевске земљишне доделе у Славонији. Бавио се овим задатком у периоду између априла 1255. и почетка 1257. године.  
Био је познат по првом бану, који је ковао свој сребрни денар украшен куном у целој Славонији, такозвани бански денар. Први новчићи су издати 1255. године од стране Пакрачке коморе, према краљевској повељи Беле IV која датира из 1256. године. Циљ му је био да укоони аустријски новац из своје покрајине.  Касније се седиште ковнице преселило из Пакраца у Загреб, до 1260. године.  Његов бановац се сматрао висококвалитетном валутом и када је ковање златника почело под Карлом I од Угарске 1323. године, Гуткеледови новчићи су послужили као пример и основа за нове флорине. Самоковање бана Славоније и Хрватске опстало је до 1350-их.  Такође је увео нову економску меру названу collecta, ванредни порез од 7 денара у Славонији, што се тумачи као својеврсна претеча Карлове економске реформе 1320-их. 

## Капетан Штајерске

### Администрација
Бела IV, у складу са споразумом у Пресбургу (данас Братислава у Словачкој), стекао је Штајерско војводство од свог ривала Отокара II од Бохемије 1. маја 1254. године након низа ратова. Стефан Гуткелед је био међу мађарским достојанственицима који су месеца дана раније у Будиму саставили и ратификовали мировне тачке споразума између два краљевства, уз посредовање папског легата, тадашњег Бискупа Напуља.  Након тога, Стефан Гуткелед је постављен за капетана (гувернера) Штајерске те године, а задржао је и достојанство бана и војводе Славоније.  Неки академски радови из 19. века погрешно су идентификовали капетана са Стивеном Шубићем. После 1257. године, Стефан је често боравио у провинцији месецима, док се раније појављивао највише једном годишње, само у Грацу. Ова појава одражава да је Стефан постепено учврстио своју власт и до те године незнатно проширио свој утицај на северне делове Штајерске. 
Угарска администрација је покушала да оконча период анархије након изумирања династије Бабенберг. У већини случајева, неизоставни део дневног реда покрајинских скупштина је била надокнада штете и посредовање у споровима који су били покренути. Привремена конфискација се догодила у два случаја, према сачуваним изворима. Стефанова администрација је посебно штитила цркве и монашке редове, потврђујући њихове претходно стечене привилегије. Штајерско свештенство је снажно подржало Мађарску власт над војводством.  Овим услугама, Бела IV и Стефан Гуткелед покушали су да уравнотеже Филипа од Шпанхајма, који је изабран за надбискупа Салцбурга и који уопште није подржавао мађарску власт у Штајерској. Поред цркве, Стефанову владавину су подржавали министареали првенствено у јужном и централном региону, у области око Граца и дуж реке Драве близу славонске границе (нпр. породице фон Петау, фон Вилдон и фон Тројн).  Неке утицајне породице, нису признале Стефанов легитимитет, али су биле у мањини. 
Међутим, Стефан није успео да учврсти угарску власт у Штајерској.  Из непознатих разлога, Стефан је позвао Зигфрида фон Маренберга, једног од министара, у своје седиште у Грацу, који је, међутим, одбио да се појави пред његовим двором. Након тога, капетан је умарширао у Маренберг (данас Радље об Драви, Словенија) и опсео тврђаву са својом војском.  Штајерска рајмхроника тврди да је Стефан јурио „војну славу“, након што су му „саопштене све врсте лажи о господару Маренберга“.  Аустријски историчар Герхард Пферши сматрао је да је Стефан Гуткелед желео да обезбеди пут ка Корушкој окупацијом замка како би пружио помоћ Баварцима у њиховом одбрамбеном рату против Отокара II.  Неочекивано, штајерски племићи дуж реке Драве, предвођени браћом Петау, Фридрихом V и Хартнидом II, као и Бертолдом фон Тројном, подигли су устанак против Стефана Гуткеледа и поразили га почетком 1258. године.  Безуспешно је опседао своје бивше упориште, Петау, у првој половини године, које је бранио Зигфрид фон Маренберг, поразивши мађарске трупе. Бан Стефан једва је успео да побегне са бојишта, када је препливао Драву заједно са својим коњем.  Штајерска рајмхроника пише да је Стефан побегао у Марбург (данас Марибор) прогоњен од стране војске Хартнида фон Петауа. Након тога, побегао је даље у Анкенштајн (данас град Борл), где је потражио помоћ од војводе Стефана, сина Беле IV. 
Стефан је морао да побегне из Штајерске, међутим, Бела и његов син, војвода Стефан, заједно су напали Штајерску већински са куманским помоћним трупама у јуну 1258. године, како би обновили власт.  Маренберг је био окупиран а затим и Петау крајем јуна или почетком јула. Истовремено, мала јединица је заузела Кенигсберг јужно од Драве (данас Куншперк, Словенија).  Да би избегао крвопролиће, Улрих од Секауа је заложио замак Петау за 3.000 сребрних марака Бели IV-ом. Њихова кампања је такође била повезана са ратом за наслеђе између Филипа од Шпанхајма и Улриха од Секауа за Салцбуршку надбискупију.  У септембру 1258. године, Улрихова војска од 500 војника претрпела је тежак пораз од Филипових трупа код Радштата. Након тога, Улрих се вратио у Штајерску. 
Бела је именовао свог најстаријег сина, Стефана, за новог војводу Штајерске након неуспелог покушаја побуне. Иако је Стефан непрекидно носио титулу капетана Штајерске, добио је много мању улогу поред личног присуства војводе и више није имао стварну моћ у управљању том покрајином.  Војвода Стефан и његов капетан, Стефан Гуткелед, покренули су пљачкашки препад у Корушкој у пролеће 1259. године, као одмазду за подршку штајерским побуњеницима од стране војводе Улриха III од Корушке (брата надбискупа Филипа).  Убрзо након тога, провинција је претрпела пораз од Мађара, када су штајерски господари затражили помоћ од Отокара и победили мађарску војску у бици код Кресенбруна 12. јуна 1260. године.  Стефан Гуткелед је такође учествовао у бици, према краљевској повељи која датира из 1263. године, што доказује да је тада још увек био жив. Преминуо је у другој половини 1260. године.  